# Demência frontotemporal
Demência frontotemporal (DFT) é um termo médico para se referir ao conjunto de doenças caracterizadas pela perda progressiva de neurónios (atrofia), envolvendo principalmente os lobos frontal ou temporal. Sinais e sintomas comuns incluem perdas de habilidade social, de cuidado pessoal, de expressão da linguagem e transtornos dos movimentos (parkinsonismo). Atualmente, não há cura para a demência frontotemporal, mas existem tratamentos que reduzem os sintomas. Os primeiros sintomas tipicamente aparecem entre os 45 e os 65 anos, afetando igualmente homens e mulheres.
Foi descrita pela primeira vez por Arnold Pick em 1892 e por isso foi originalmente chamado de doença de Pick. Esse termo agora é reservado para apenas um dos seis tipos de apresentação da demência frontotemporal. Pode ser causado por mutações genéticas no cromossoma 17 que predispõe a neurodegeneração pela proteína tau ou outras proteínas (amiloides).

## Tipos
Os tipos de demência frontotemporal (DFT) são:
- DFT comportamental
- DFT amiotrófica
- Afasia progressiva primária semântica
- Afasia progressiva primária agramática
- Síndrome corticobasal
- Paralisia supranuclear progressiva

Uma de suas variantes mais comuns, a degeneração lobar frontotemporal é caracterizada pela perda de 70% dos neurónios fusiformes, enquanto os restantes tipos de neurónios se mantêm intactos.

## Sinais e sintomas
Os sinais e sintomas ocorrem ao longo dos anos e são classificados em três grupos:
- Perda progressivas das habilidades sociais e pessoais
- Perda progressiva das habilidades de expressão da linguagem (fala, leitura, escrita e compreensão)
- Perda progressiva das habilidades motoras

Os sintomas progressam gradualmente ao longo dos anos, até incapacitar a vítima. Pode ser devastador para as famílias, porque entre os quarenta e sessenta frequentemente é a fase com maiores rendimentos de um profissional. Após 2 a 20 anos a vítima passa a precisar de atenção 24h por dia.

## Diagnóstico
É principalmente clínico, pelo psiquiatra, neurólogo ou geriatra. Uma ressonância do cérebro pode confirmar uma atrofia frontal ou parietal maior que a esperada para a idade. O lobo frontal é associado com planejamento, personalidade e raciocínio enquanto o temporal é associado com linguagem e associação de emoções. É frequentemente confundida com uma depressão nervosa, com mal de Alzheimer ou mal de Parkinson. 

## Tratamento
Frequentemente incluem acompanhamento psiquiátrico e psicológico. Antidepressivos ISRS e estabilizantes de humor podem reduzir os sintomas emocionais. Infelizmente não respondem bem aos tratamentos usados no Alzheimer (colinérgicos) e Parkinson (dopaminérgicos). Internar em uma residência geriátrica ou psiquiátrica pode ser recomendado, em pacientes mais rebeldes e violentos, que precisam de supervisão constante.